# Orunamamu
Orunamamu, pseudonym för Mary Beth Washington, född 4 april 1921 i Birmingham, Alabama, död 4 september 2014 i Calgary, Alberta var en amerikansk-kanadensisk berättare och griot.

## Namn
När Orunamamu började sin berättarkarriär på 1970-talet tog hon sin berättarpseudonyn från sina förfäder i Nigeria. Namnet betyder ungefär Värdnad för morgonstjärnan.

## Biografi
Mary Beth Washington var dotter till en amerikansk militär reste runt i USA under sin barndom. Som vuxen blev hon blev lärare i Wisconsin. Sedan flyttade hon till Kalifornien, fortsatte som lärare först i Palo Alto och sedan i Navajoreservatet i Utah. På 1970-talet pensionerades hon i Berkeleys skoldistrikt och började sin berättarkarriär med en kurs i "Storytelling as an Art". Hennes två söner bodde i Oakland, Kalifornien och Calgary, Alberta. Hon reste med Amtrak till olika berättarfestivaler.
Orunamamu har deltagit i Calgary Spoken Word Festival sedan starten 2003 och skulle ha deltagit 2014, men dog i Cancer den 4 september 2014.